# Stanisław Hiż
Stanisław Hiż (ur. 1915, zm. 1999) – polski historyk sztuki i bibliotekarz.

## Życiorys
Urodził się w 1915 jako syn Tadeusza Hiża i Emilii z domu Elżanowskiej. Miał młodszego brata Henryka (1917–2006).
W 1934 zdał maturę w Gimnazjum Mickiewicza w Warszawie. W trakcie nauki wstąpił do Związku Harcerstwa Polskiego – 3. Warszawskiej Drużyny Harcerzy im. księcia Józefa Poniatowskiego, gdzie działał w zastępie „Łosi”. W latach 1937–1939 był aktorem Teatru Szkolnego Instytutu Reduty, w którym wystąpił w sztukach Kościuszko pod Racławicami w reżyserii Marii Dulęby (1938) oraz Haneczka i duch w reżyserii Stanisława Jankowskiego (1939).
Podjął studia z historii sztuki na Uniwersytecie Warszawskim. Tam w 1951 obronił pod kierunkiem Stanisława Lorentza pracę magisterską poświęconą życiu i twórczości architekta Hilarego Szpilowskiego. Streszczenie pracy dyplomowej opublikował jako artykuł w Biuletynie Historii Sztuki.
W 1953 rozpoczął pracę w redakcji pisma Konteksty. Polska Sztuka Ludowa. W latach 1953–1955 był zastępcą redaktora naczelnego, a w latach 1953 oraz 1956 sekretarzem redakcji tego pisma. Z tych czasów wspominał go Aleksander Jackowski: „Podziwiałem jego kompetencje, sumienność i oddanie. Bardzo na mnie krzyczał, udawał, że się nie przejmuje pismem, udawał, że jest majestatyczny i surowy. Wspaniały człowiek”.
Na początku lat 60. był współtwórcą Ośrodka Dokumentacji Zabytków, w latach 1962–1980 był kierownikiem jego biblioteki. W 1975 był skarbnikiem Oddziału Warszawskiego Stowarzyszenia Historyków Sztuki. W latach 1979 oraz 1985 był członkiem zarządu tegoż Oddziału. W 1976 był członkiem założycielem Oddziału Towarzystwa Opieki nad Zabytkami w Warszawie, w którym następnie działał jako koordynator zespołu historyczno-dokumentacyjnego. Był autorem szregu publikacji z zakresu historii sztuki, m.in. w czasopiśmie Ochrona Zabytków.
Posiadał ekslibris autorstwa Tadeusza Żurowskiego wykonany w 1977. Zmarł w 1999. Został pochowany w grobowcu rodzinnym na cmentarzu Powązkowskim (kwatera 13, rząd 3, miejsce 13).

## Odznaczenia
- Srebrny Krzyż Zasługi „za zasługi na polu zabezpieczenia zabytków kulturalnych” (1948)[17]